# U.S. Route 95 (Nevada)
En el estado de Nevada, la U.S. Route 95 es una principal carretera federal que atraviesa el estado de norte a sur directamente sobre Las Vegas y provee conexiones a las ciudades de Carson City (vía US 50) y Reno (vía la Interestatal 80). La US 95 está cosignada con la interestatal 80 para 95 millas (152,9 km) entre una interconexoin con el condado de Churchill y Winnemucca antes de llegar al norte en Oregón en McDermitt.

## Descripción de la Ruta
La U.S. Route 95 entra a Nevada cerca de Cal-Nev-Ari en el condado de Clark y se dirige al norte hasta pasar por un pase de ferrocarril, donde se encuentra con la US 93. Las dos rutas después son consignadas con el área de Las Vegas y el este de Henderson, luego empieza la Interestatal 515. 
La I-515 es consignada con la US 93/95 en toda su ruta alrededor del oriente de Las Vegas. La autovía después se dirige al oeste hacia el centro de Las Vegas, donde se interseca con la Interestatal 15. 
En la autopista de intercambio Spaghetti Bowl, US 93 sigue la I-15 en sentido norte y la salidas I-515. La US 95 sigue al oeste, después al norte en Rainbow Curve. La sección de la autovía después termina y se convierte en una autopista de cuatro carriles. Las salidas de la US 95 en el condado de Clark se dirigen hacia el oriente del Condado de Nye, donde entra por Esmeralda antes de encontrarse con la US 6 en Tonopah. 
La US 6/95 sale de Tonopah y se dirige al oeste a unas 41 millas (66,0 km) hasta Coaldale, donde se divide la US 6 al oeste hacia California y su terminal occidental en Bishop, California. 
La US 95 se dirige al noroeste hacia Hawthorne y Schurz, donde la ALT U.S. 95 se divide al oeste hacia US 50, proveyendo una ruta alternativa hacia Carson City y Reno. La US 95 después va hacia Fallon, donde se interseca con la U.S. 50. 
La US 95 se encuentra con la interestatal 80 y la US 95 Alternada cerca de Lovelock. Las dos rutas después siguen por 95 millas (152,9 km) hasta llegar a Winnemucca, donde la US 95 se divide desde la I-80. 
Al norte de Winnemucca, la US 95 se encuentra con la terminal oriental de la SR 140, en la cual se conecta con Lakeview (Oregón), Oregón (U.S. Route 395) y Klamath y el pacífico noroeste. La U.S. 95 finalmente sale del estado de Nevada en McDermitt con rumbo hacia Oregón.

## Intersecciones principales
Nota: Los milleajes de Nevada vuelven a empezar en las líneas fronterizas de los condados.
| Condado   | Ubicación       | Milla                              | #                         | Destinos                                                                                  | Notas |                           |
| --------- | --------------- | ---------------------------------- | ------------------------- | ----------------------------------------------------------------------------------------- | --- | ------------------------- |
| Clark     |                 |                                    |                           | SR 163 – Laughlin, Presa Davis                                                            | |                           |
| Clark     | Searchlight     |                                    |                           | SR 164 – Nipton                                                                           | |                           |
| Clark     |                 |                                    | SR 165 – Nelson           |                                                                                           | |                           |
| Clark     | Boulder City    |                                    |                           | US 93 sur – Boulder City                                                                  | Intercambio; extremo sur de la US 93 overlap |                           |
| Clark     | Henderson       | Extremo sur de la autovía          | Extremo sur de la autovía | Extremo sur de la autovía                                                                 | Extremo sur de la autovía | Extremo sur de la autovía |
| Clark     | Henderson       |                                    | 56A                       | Wagonwheel Drive, Nevada State Drive                                                      | Señalizada como la salida 56 sentido sur; extremo sur de la I-515 overlap                                                                            |                           |
| Clark     | Henderson       |                                    | 56B                       | Boulder Highway (SR 582)                                                                  | Salida del sentido norte y entrada del sentido sur                                                                                                   |                           |
| Clark     | Vea I-515       |                                    |                           |                                                                                           | |                           |
| Clark     | Las Vegas       |                                    | 76                        | I 15 US 93 norte - Los Ángeles, Salt Lake City                                            | Extremo norte de la I-515/US 93 overlap; señalizado como 76A (sur) y 76B (norte) con sentido norte y las salidas 76A (norte) y 76B (sur) sentido sur |                           |
| Clark     | Las Vegas       |                                    | 76C                       | Martin Luther King Boulevard                                                              | Salida de sentido norte y entrada de sentido sur |                           |
| Clark     | Las Vegas       |                                    | 77                        | · [[Archivo: \|Nevada\|x30px\|link=\|alt=]] [[\|US-Bus 95]] norte (Rancho Drive, SR 599)  | |                           |
| Clark     | Las Vegas       |                                    | 78                        | Valley View Boulevard                                                                     | |                           |
| Clark     | Las Vegas       |                                    | 79                        | Decatur Boulevard                                                                         | |                           |
| Clark     | Las Vegas       |                                    | 80                        | Jones Boulevard (SR 596)                                                                  | |                           |
| Clark     | Las Vegas       |                                    | 81                        | Summerlin Parkway, Rainbow Boulevard (SR 595)                                             | Señalizada como la salida 81A (Summerlin Parkway) y la salida 81B (Rainbow Boulevard) sentido norte                                                  |                           |
| Clark     | Las Vegas       |                                    | 82                        | Lake Mead Boulevard, Rainbow Boulevard                                                    | Señalizada como la salida 82A (este/sur) y 82B (oeste/norte) sentido norte                                                                           |                           |
| Clark     | Las Vegas       |                                    | 83                        | Avenida Cheyenne (SR 574)                                                                 | |                           |
| Clark     | Las Vegas       |                                    | 85                        | Craig Road (SR 573)                                                                       | |                           |
| Clark     | Las Vegas       |                                    | 90A                       | · [[Archivo: \|Nevada\|x30px\|link=\|alt=]] [[\|US-Bus 95]] sur (Rancho Drive) , SR 599}} | Salida del sentido sur es vía la salida 90 (Ann Road)                                                                                                |                           |
| Clark     | Las Vegas       |                                    | 90B                       | Ann Road                                                                                  | Señalizada como la salida 90 sentido Sur |                           |
| Clark     | Las Vegas       |                                    | 91                        | Centennial Center Boulevard                                                               | Salida del sentido Sur y entrada |                           |
| Clark     | Las Vegas       |                                    | 91                        | CC 215                                                                                    | Sin salida al sentido sur |                           |
| Clark     | Las Vegas       |                                    | 93                        | Durango Drive                                                                             | También señalizada como "Hacia CC 215 " sentido Sur                                                                                                  |                           |
| Clark     | Las Vegas       | Extremo norte de la autovía        |                           |                                                                                           | |                           |
| Clark     | Las Vegas       | 92                                 |                           | SR 157 (Kyle Canyon Road) – Mount Charleston                                              | |                           |
| Clark     |                 |                                    | 95                        | Snow Mountain                                                                             | Intercambio |                           |
| Clark     |                 |                                    | SR 156 (Lee Canyon Road)  |                                                                                           | |                           |
| Nye       |                 | 6                                  |                           | Mercurio                                                                                  | Intercambio |                           |
| Nye       |                 | 14                                 |                           | SR 160 – Pahrump                                                                          | |                           |
| Nye       | Amargosa Valley | 30                                 |                           | SR 373 – Death Valley Junction                                                            | |                           |
| Nye       | Beatty          | 60                                 |                           | SR 374 – Rhyolite, Valle de la muerte                                                     | |                           |
| Nye       |                 | 95                                 |                           | SR 267 – Scotty's Castle                                                                  | |                           |
| Esmeralda |                 | 4                                  |                           | SR 266 – Lida                                                                             | |                           |
| Nye       | Tonopah         | 45.42                              |                           | US 6 este – Ely                                                                           | Empieza US 6 overlap |                           |
| Esmeralda |                 | 25 (en la US 6)                    |                           | SR 265 – Silver Peak                                                                      | |                           |
| Esmeralda | Coaldale        | 85                                 |                           | US 6 oeste – Benton, Bishop                                                               | Fin US 6 overlap |                           |
| Mineral   |                 | 7                                  |                           | SR 360                                                                                    | |                           |
| Mineral   | Luning          | 25.55                              |                           | SR 361 – Gabbs                                                                            | |                           |
| Mineral   | Hawthorne       | 49.00                              |                           | · SR 362 (Freedom Road)                                                                   | Carga peligrosa ruta alrededor de Hawthorne |                           |
| Mineral   | Hawthorne       | SR 359 (Calle E) - Lee Vining      |                           |                                                                                           | |                           |
| Mineral   | Hawthorne       | 50                                 |                           | · SR 362 (Freedom Road)                                                                   | Carga peligrosa ruta alrededor de Hawthorne |                           |
| Mineral   | Schurz          | 83.16                              |                           | · US-Alt 95 – Yerington, Carson City                                                      | |                           |
| Churchill |                 | 17                                 |                           | SR 120 (Pasture Road)                                                                     | |                           |
| Churchill |                 | 21                                 |                           | SR 718 (Lone Tree Road)                                                                   | |                           |
| Churchill |                 | 21                                 |                           | SR 119 (Berney Road)                                                                      | |                           |
| Churchill |                 | 22                                 |                           | SR 720 (Union Lane) - Naval Air Station Fallon                                            | |                           |
| Churchill | Fallon          | 25.07                              |                           | SR 117 (Sheckler Road)                                                                    | |                           |
| Churchill | Fallon          | 26                                 |                           | US 50 west (Avenida Oeste Williams) – Fernley, Carson City, Reno                          | Empieza US 50 overlap |                           |
| Churchill | Fallon          |                                    |                           | US 50 east (Avenida Este Williams) – Austin, Ely                                          | Fin US 50 overlap |                           |
| Churchill |                 |                                    | SR 726 (Old River Road)   |                                                                                           | |                           |
| Churchill |                 |                                    |                           | I 80 oeste – Fernley, Reno                                                                | Empieza I-80 overlap |                           |
| Vea I-80  |                 |                                    |                           |                                                                                           | |                           |
| Humboldt  | Winnemucca      |                                    |                           | I 80 este – Battle Mountain, Elko                                                         | Fin I-80 overlap |                           |
| Humboldt  | Winnemucca      | SR 787 (Calle Hanson)              |                           |                                                                                           | |                           |
| Humboldt  | Winnemucca      | SR 289 (East Winnemucca Boulevard) |                           |                                                                                           | |                           |
| Humboldt  | Winnemucca      | SR 795 (Reinhart Lane)             |                           |                                                                                           | |                           |
| Humboldt  | Paradise Hill   |                                    |                           | SR 290 – Paradise Valley                                                                  | |                           |
| Humboldt  |                 |                                    | SR 140 – Denio            |                                                                                           | |                           |
| Humboldt  | Orovada         |                                    |                           | SR 293 – Kings River Valley                                                               | |                           |